# Грасс-Лейк (тауншип, Миннесота)
Грасс-Лейк (англ. Grass Lake) — тауншип в округе Канейбек, Миннесота, США. На 2000 год его население составило 928 человек.

## География
По данным Бюро переписи населения США площадь тауншипа составляет 90,2 км², из которых 89,5 км² занимает суша, а 0,7 км² — вода (0,77 %).

## Демография
По данным переписи населения 2000 года здесь находились 928 человек, 340 домохозяйств и 263 семьи.  Плотность населения —  10,4 чел./км².  На территории тауншипа расположено 357 построек со средней плотностью 4,0 построек на один квадратный километр. Расовый состав населения: 97,41 % белых, 0,32 % афроамериканцев, 0,54 % коренных американцев, 0,11 % азиатов и 1,62 % приходится на две или более других рас. Испанцы или латиноамериканцы любой расы составляли 0,86 % от популяции тауншипа.
Из 340 домохозяйств в 33,5 % воспитывались дети до 18 лет, в 66,2 % проживали супружеские пары, в 3,8 % проживали незамужние женщины и в 22,6 % домохозяйств проживали несемейные люди. 18,5 % домохозяйств состояли из одного человека, при том 4,7 % из — одиноких пожилых людей старше 65 лет. Средний размер домохозяйства — 2,73, а семьи — 3,10 человека.
26,8 % населения — младше 18 лет, 7,8 % — в возрасте от 18 до 24 лет, 30,3 % — от 25 до 44, 24,7 % — от 45 до 64, и 10,5 % — старше 65 лет. Средний возраст — 37 лет. На каждые 100 женщин приходилось 111,4 мужчин.  На каждые 100 женщин старше 18 приходилось 116,9 мужчин.
Средний годовой доход домохозяйства составлял 39 083 доллара, а средний годовой доход семьи —  42 708 долларов. Средний доход мужчин —  32 589  долларов, в то время как у женщин — 21 364. Доход на душу населения составил 17 110 долларов. За чертой бедности находились 2,3 % семей и 5,7 % всего населения тауншипа, из которых 7,9 % младше 18 и 5,9 % старше 65 лет.